# Friedrich Hermann Busse
Friedrich Hermann Busse (* 30. September 1936 in Berlin) ist ein deutscher Physiker, der sich mit Hydrodynamik befasst.

## Leben
Busse studierte ab 1956 an der Georg-August-Universität Göttingen und ab 1958 an der Ludwig-Maximilians-Universität München, wo er 1962 in theoretischer Physik promoviert wurde. Danach war er dort Assistent. 1965 ging er an das Massachusetts Institute of Technology (als Research Associate in der Fakultät für Mathematik) und 1966 an die University of California, Los Angeles (UCLA) als Associate Research Geophysicist. Nach Zwischenaufenthalt 1967 bis 1970 am Max-Planck-Institut für Physik in München war er 1970 wieder an der UCLA als Associate Professor. 1973 erhielt er dort eine volle Professor. 1975/76 war er Gastprofessor an der Universität Karlsruhe. Ab 1984 war er Professor an der Universität Bayreuth, wo er 2001 emeritierte. An der Universität Bayreuth war er Mitbegründer des Forschungsschwerpunkts Nichtlineare Dynamik. Seit 1984 ist er Professor in Residence am Institute of Geophysics and Planetary Physics und Department of Earth and Space Sciences der UCLA. 
Busse befasste sich theoretisch und experimentell mit der Dynamotheorie der Entstehung von Magnetfeldern in Planeten wie der Erde und führte in diesem Zusammenhang Experimente mit rotierenden Flüssigkeitskugeln mit Konvektion aus. Sein hydromagnetisches Modell sagte Konvektion in Säulen parallel zur Rotationsachse voraus.
Stabilitätsbereiche im Raum der Parameter und der Wellenzahl für periodische Muster in dynamischen Systemen (mit Bifurkationen und anderen Instabilitäten am Rand) werden als Busse Balloon bezeichnet.
1972/73 war er Guggenheim Fellow. Er ist Mitglied der American Academy of Arts and Sciences (1988), der Deutschen Geophysikalischen Gesellschaft und der National Academy of Sciences (1993). Er ist Fellow der American Geophysical Union und der American Physical Society. 1998 erhielt er die Emil Wiechert Medaille der Deutschen Physikalischen Gesellschaft. 2000 erhielt er den Hydrodynamik-Preis der American Physical Society. 2002 erhielt er die Lewis-Fry-Richardson-Medaille der Europäischen Geophysikalischen Gesellschaft. Er ist Mitherausgeber von Geophysical and Astrophysical Fluid Dynamics. 2008 erhielt er den Hydrodynamik Preis der European Mechanics Society.

## Schriften
- Busse Convective flows in rapidly rotating spheres and their dynamo action, Physics of Fluids, Bd. 14, 2002, S. 1301–1314
- Busse Thermal instabilities in rapidly rotating systems, Journal of Fluid Mechanics, Bd. 44, 1970, S. 441–460
- Busse, Carrigan Laboratory simulation of thermal convection in rotating planets and stars, Science, Band 191, 1976, S. 81
- Busse A model of the Geodynamo, Geophysical Journal of the Royal Astronomical Society, Band 42, 1975, S. 437–459
- Busse Magnetohydrodynamics of the Earth's Dynamo, Annual Review of Fluid Mechanics, Bd. 10, 1978, S. 435–462
- Busse, Carrigan An experimental and theoretical investigation of the onset of convection in rotating spherical shells, Journal of Fluid Mechanics, Band 126, 1983, S. 287–305
- Busse, Carrigan: Convection in rapidly rotating spherical fluid shells, Geophysical and Astrophysical Fluid Dynamics, Bd. 8, 1977, S. 17–44
- Busse Die Erzeugung des Erdmagnetfeldes, 1,2, Physikalische Blätter, Band 32, Oktober 1976, 436-444, Online, Teil 2, November 1976, 489-498, Online